# Skulpturform
Nach Ahnert handelt es sich bei Skulpturformen um durch Abtragungen und Ablagerungen verwandelte Strukturformen. Sie entstehen unabhängig von der Petrovarianz. Skulpturformen wären zum Beispiel Rumpfflächen, Pedimente oder Inselberge.